# Gumshoe (jeu de rôle)
Pour les articles homonymes, voir Gumshoe.
Gumshoe (The Gumshoe System), parfois appelé en France Détective, est un système de jeu de rôle créé par Robin D. Laws (en) pour les jeux de type investigation. 

## Jeux utilisant ce système
Ce système motorise plusieurs jeux :
- Ésoterroristes (The Esoterrorists) (Robin D. Laws, 2006, Pelgrane Press/7e Cercle) ;
- Terreurs (Fear Itself) (Robin D. Laws, 2007, Pelgrane Press/7e Cercle) ;
- Cthulhu (Trail of Cthulhu) (Kenneth Hite (en) et Robin D. Laws, 2008, Pelgrane Press/7e Cercle) ;
- Mutant City Blues (Robin D. Laws, 2009, Pelgrane Press) ;
- Ashen Stars (Robin D. Laws, 2011, Pelgrane Press) ;
- Night's Black Agent (Kenneth Hite, 2012, Pelgrane Press/7e Cercle).
- TimeWatch (Kevin Kulp, 2016, Pelgrane Press).

## Mécanismes de simulation
Le principe de base est d'éviter qu'une enquête ne s'enlise à cause d'un jet de dés raté : typiquement, avec un échec sur un jet de type « trouver objet caché » (« TOC », compétence célèbre de L'Appel de Cthulhu), les investigateurs peuvent passer à côté d'un indice important, ce qui peut bloquer la narration.
Dans le système Gumshoe, certains indices sont « gratuits » mais les joueurs doivent penser à les relever, d'autres indices ne peuvent être trouvés si le joueur dépense un « point d'enquête ». Ainsi, sur une scène de crime, le joueur peut annoncer « je cherche une douille » ou bien « je cherche une douille en dépensant un point d'enquête » ; ce dernier est dépensé inutilement s'il n'y a pas de douille ou bien si l'indice était gratuit.
Ainsi, plutôt que de faire intervenir le hasard, le système d'enquête fait intervenir un système de « pari », de prise de risque avec gestion de ressource : soit le joueur prend le risque de passer à côté d'un indice, soit il prend le risque de manquer de ressource plus tard.
Les actions ne relevant pas des enquêtes utilisent quant à elles un mécanisme de hasard classique (jet de dés).